# Lijst van rijksmonumenten in Berg en Dal (gemeente)
De gemeente Berg en Dal telt 107 inschrijvingen in het rijksmonumentenregister. Hieronder een overzicht. 

## Beek
De plaats Beek telt 17 inschrijvingen in het rijksmonumentenregister. Zie Lijst van rijksmonumenten in Beek (Berg en Dal) voor een overzicht.

## Berg en Dal
De plaats Berg en Dal telt 5 inschrijvingen in het rijksmonumentenregister.
| Object                                                                                      | Oorspronkelijke functie?  | Bouwjaar            | Architect                | Locatie                 | Coördinaten?                  | Nr.?   | Afbeelding        |
| ------------------------------------------------------------------------------------------- | ------------------------- | ------------------- | ------------------------ | ----------------------- | ----------------------------- | ------ | ----------------- |
| Terrein waarin overblijfselen van een centrum voor vervaardiging van aardewerk en dakpannen | Archeologisch monument    | Romeinse tijd       |                          | Holdeurn                | 51° 49' 1" NB, 5° 55' 55" OL  | 46057  | Upload foto       |
| Chalet Stollenburg                                                                          | Sport en recreatie        | waarschijnlijk 1874 | D. Geijsbeek Molenaar    | Oude Holleweg 14        | 51° 49' 30" NB, 5° 54' 52" OL | 522011 | Meer afbeeldingen |
| De Wychert                                                                                  | Kasteel, buitenplaats     | 1907                | J.W. Hanrath             | Oude Kleefsebaan 119    | 51° 49' 24" NB, 5° 54' 59" OL | 522012 | Meer afbeeldingen |
| Dalhof                                                                                      | Woonhuis                  | ca. 1912-1914       | Charles M.F.H. Estourgie | Oude Kleefsebaan 130    | 51° 49' 0" NB, 5° 55' 48" OL  | 523635 | Meer afbeeldingen |
| Landgoed "Nederrijk": loods of schuur                                                       | Bijgebouwen kastelen enz. | ca. 1916            | Charles M.F.H. Estourgie | Zevenheuvelenweg bij 44 | 51° 48' 25" NB, 5° 55' 51" OL | 523636 | Meer afbeeldingen |

## Groesbeek
De plaats Groesbeek telt 5 inschrijvingen in het rijksmonumentenregister.
| Object                                                                                      | Oorspronkelijke functie?  | Bouwjaar      | Architect | Locatie           | Coördinaten?                  | Nr.?   | Afbeelding                                                 |
| ------------------------------------------------------------------------------------------- | ------------------------- | ------------- | --------- | ----------------- | ----------------------------- | ------ | ---------------------------------------------------------- |
| Toren der Hervormde Kerk                                                                    | Kerk en kerkonderdeel     | 14e eeuw      |           | Kerkstraat bij 6  | 51° 46' 43" NB, 5° 55' 52" OL | 18169  | Meer afbeeldingen                                          |
| Zuidmolen                                                                                   | Industrie- en poldermolen | 1857          |           | Herwendaalseweg 1 | 51° 46' 22" NB, 5° 55' 59" OL | 18170  | Meer afbeeldingen                                          |
| Hervormde Kerk                                                                              | Kerk en kerkonderdeel     | 15e eeuw      |           | Kerkstraat 6      | 51° 46' 43" NB, 5° 55' 52" OL | 18171  | Meer afbeeldingen                                          |
| Terrein waarin overblijfselen van een centrum voor vervaardiging van aardewerk en dakpannen | Archeologisch monument    | Romeinse tijd |           | Holdeurn          | 51° 48' 54" NB, 5° 55' 54" OL | 45420  | Meer afbeeldingen                                          |
| Voormalige koetsierswoning van het landgoed "De Wolfsberg"                                  | Bijgebouwen kastelen enz. | ca. 1860      |           | Knapheideweg 2    | 51° 46' 26" NB, 5° 55' 41" OL | 523637 | Voormalige koetsierswoning van het landgoed "De Wolfsberg" |
| VERVALLEN: Terrein waarin een kasteelberg                                                   | Archeologisch monument    | Middeleeuwen  |           |                   | 51° 48' 51" NB, 5° 54' 49" OL | 45421  | Upload foto                                                |

Het terrein ten noorden van de Meerwijkselaan (voorheen nummer 45421) is géén Rijksmonument meer.
.

## Heilig Landstichting
De plaats Heilig Landstichting telt 31 inschrijvingen in het rijksmonumentenregister. Zie voor een overzicht Lijst van rijksmonumenten in Heilig Landstichting.

## Kekerdom
De plaats Kekerdom telt 2 inschrijvingen in het rijksmonumentenregister.
| Object     | Oorspronkelijke functie?  | Bouwjaar | Architect | Locatie        | Coördinaten?                 | Nr.?  | Afbeelding        |
| ---------- | ------------------------- | -------- | --------- | -------------- | ---------------------------- | ----- | ----------------- |
| De Duffelt | Industrie- en poldermolen | 1870     |           | Botsestraat 25 | 51° 51' 12" NB, 6° 0' 43" OL | 35816 | Meer afbeeldingen |
| Laurentius | Kerk en kerkonderdeel     | 14e eeuw |           | Duffeltdijk 11 | 51° 51' 48" NB, 6° 0' 13" OL | 35817 | Meer afbeeldingen |

## Leuth
De plaats Leuth telt 4 inschrijvingen in het rijksmonumentenregister.
| Object                                                                  | Oorspronkelijke functie? | Bouwjaar | Architect | Locatie               | Coördinaten?                | Nr.?   | Afbeelding         |
| ----------------------------------------------------------------------- | ------------------------ | -------- | --------- | --------------------- | --------------------------- | ------ | ------------------ |
| Boerderij van type kop-hals-romp met aangebouwde dwarsstal en mestvaalt | Boerderij                | 1935     |           | Botsestraat 9         | 51° 50' 37" NB, 6° 0' 0" OL | 522001 | Meer afbeeldingen  |
| Vrijstaande schuur                                                      | Boerderij                | 1935     |           | Botsestraat 9         | 51° 50' 37" NB, 6° 0' 0" OL | 522002 | Vrijstaande schuur |
| Plezenburg: T-boerderij                                                 | Boerderij                | 1910     |           | Plezenburgsestraat 17 | 51° 50' 12" NB, 6° 0' 8" OL | 522004 | Meer afbeeldingen  |
| Plezenburg: schuur                                                      | Boerderij                | 1810     |           | Plezenburgsestraat 17 | 51° 50' 12" NB, 6° 0' 8" OL | 522005 | Meer afbeeldingen  |

## Millingen aan de Rijn
De plaats Millingen aan de Rijn telt 2 inschrijvingen in het rijksmonumentenregister.
| Object                                                | Oorspronkelijke functie? | Bouwjaar      | Architect   | Locatie              | Coördinaten?                 | Nr.?   | Afbeelding        |
| ----------------------------------------------------- | ------------------------ | ------------- | ----------- | -------------------- | ---------------------------- | ------ | ----------------- |
| Eenvoudige boerderij met schuur                       | Boerderij                | 18e eeuw      |             | Zeelandsestraat 1    | 51° 51' 48" NB, 6° 2' 39" OL | 29938  | Meer afbeeldingen |
| Sint-Antonius van Paduakerk                           | Kerk en kerkonderdeel    | 1913-1914     | W. te Riele | Sint Antoniusplein 1 | 51° 51' 46" NB, 6° 2' 48" OL | 516171 | Meer afbeeldingen |
| VERVALLEN: Terrein waarin overblijfselen van bewoning | Archeologisch monument   | Romeinse tijd |             |                      | 51° 51' 19" NB, 6° 1' 40" OL | 45832  | Upload foto       |

Het terrein met voorheen nummer 45832 is géén Rijksmonument meer.

## Ooij
De plaats Ooij telt 6 inschrijvingen in het rijksmonumentenregister.
| Object                                        | Oorspronkelijke functie? | Bouwjaar        | Architect | Locatie            | Coördinaten?                  | Nr.?  | Afbeelding        |
| --------------------------------------------- | ------------------------ | --------------- | --------- | ------------------ | ----------------------------- | ----- | ----------------- |
| Hoeve De Plak                                 | Boerderij                | 1629            |           | Leuthsestraat 2    | 51° 51' 14" NB, 5° 55' 8" OL  | 35818 | Meer afbeeldingen |
| Hervormde Kerk                                | Kerk en kerkonderdeel    | 1660 (verb.)    |           | Hezelstraat 9      | 51° 51' 32" NB, 5° 55' 40" OL | 35819 | Meer afbeeldingen |
| Toren der hervormde kerk                      | Kerk en kerkonderdeel    | begin 15e eeuw  |           | Hezelstraat bij 13 | 51° 51' 32" NB, 5° 55' 39" OL | 35820 | Meer afbeeldingen |
| Gepleisterde boerderij                        | Boerderij                | 17e of 18e eeuw |           | Hezelstraat 18     | 51° 51' 32" NB, 5° 55' 35" OL | 35821 | Meer afbeeldingen |
| Gepleisterde boerderij, onder rieten wolfsdak | Boerderij                | 17e of 18e eeuw |           | Hezelstraat 20     | 51° 51' 31" NB, 5° 55' 35" OL | 35822 | Meer afbeeldingen |
| "Kasteelsche Hof" of "Kasteel Ooy"            | Kasteel, buitenplaats    | 1514 en later   |           | Hezelstraat 24     | 51° 51' 24" NB, 5° 55' 45" OL | 35823 | Meer afbeeldingen |

## Persingen
De plaats Persingen telt 6 inschrijvingen in het rijksmonumentenregister.
| Object                                                        | Oorspronkelijke functie? | Bouwjaar                      | Architect | Locatie                    | Coördinaten?                  | Nr.?   | Afbeelding                                 |
| ------------------------------------------------------------- | ------------------------ | ----------------------------- | --------- | -------------------------- | ----------------------------- | ------ | ------------------------------------------ |
| Voormalige dorpskerk                                          | Kerk en kerkonderdeel    | 15e eeuw                      |           | Persingensestraat 7        | 51° 50' 28" NB, 5° 55' 3" OL  | 35825  | Meer afbeeldingen                          |
| Kerktoren                                                     | Kerk en kerkonderdeel    | 15e eeuw                      |           | Persingensestraat bij 7    | 51° 50' 28" NB, 5° 55' 3" OL  | 35826  | Meer afbeeldingen                          |
| Terrein waarin overblijfselen van bewoning                    | Archeologisch monument   | Romeinse tijd en Middeleeuwen |           |                            | 51° 50' 27" NB, 5° 55' 3" OL  | 46052  | Terrein waarin overblijfselen van bewoning |
| Terrein waarin de overblijfselen en de aanleg van een kasteel | Archeologisch monument   | Middeleeuwen                  |           |                            | 51° 50' 25" NB, 5° 55' 25" OL | 46053  | Meer afbeeldingen                          |
| Gepleisterde boerderij                                        | Boerderij                | 1809                          |           | Persingensestraat 9        | 51° 50' 29" NB, 5° 55' 4" OL  | 520447 | Meer afbeeldingen                          |
| Transformatorhuisje                                           | Nutsbedrijf              | 1930                          |           | Thornsestraat tegenover 18 | 51° 50' 18" NB, 5° 56' 39" OL | 522018 | Meer afbeeldingen                          |

## Ubbergen
De plaats Ubbergen telt 25 inschrijvingen in het rijksmonumentenregister. Zie Lijst van rijksmonumenten in Ubbergen voor een overzicht.

## Wercheren
De plaats Wercheren telt 2 inschrijvingen in het rijksmonumentenregister.
| Object                                     | Oorspronkelijke functie? | Bouwjaar     | Architect | Locatie | Coördinaten?                  | Nr.?  | Afbeelding        |
| ------------------------------------------ | ------------------------ | ------------ | --------- | ------- | ----------------------------- | ----- | ----------------- |
| Terrein waarin een verhoogde woonplaats    | Archeologisch monument   | Middeleeuwen |           |         | 51° 50' 30" NB, 5° 56' 56" OL | 46055 | Meer afbeeldingen |
| Terrein waarin twee verhoogde woonplaatsen | Archeologisch monument   | Middeleeuwen |           |         | 51° 50' 25" NB, 5° 56' 47" OL | 46056 | Meer afbeeldingen |

Aalten ·
Apeldoorn ·
Arnhem ·
Barneveld ·
Berg en Dal ·
Berkelland ·
Beuningen ·
Bronckhorst ·
Brummen ·
Buren ·
Culemborg ·
Doesburg ·
Doetinchem ·
Druten ·
Duiven ·
Ede ·
Elburg ·
Epe ·
Ermelo ·
Harderwijk ·
Hattem ·
Heerde ·
Heumen ·
Lingewaard ·
Lochem ·
Maasdriel ·
Montferland ·
Neder-Betuwe ·
Nijkerk ·
Nijmegen ·
Nunspeet ·
Oldebroek ·
Oost Gelre ·
Oude IJsselstreek ·
Overbetuwe ·
Putten ·
Renkum ·
Rheden ·
Rozendaal ·
Scherpenzeel ·
Tiel ·
Voorst ·
Wageningen ·
West Betuwe ·
West Maas en Waal ·
Westervoort ·
Wijchen ·
Winterswijk ·
Zaltbommel ·
Zevenaar ·
Zutphen